# Beáta Siti
Beáta Siti (* 23. September 1973 in Nagykanizsa, Ungarn) ist eine ehemalige ungarische Handballspielerin, die dem Kader der ungarischen Nationalmannschaft angehörte.

## Karriere

### Im Verein
Siti begann das Handballspielen im Jahr 1984 in ihren Geburtsort bei Nagykanizsai Olajbányász. Acht Jahre später schloss sich die Rückraumspielerin dem ungarischen Erstligisten Dunaferr SE an, mit dem sie 1998 und 1999 die ungarische Meisterschaft, 1998, 1999 und 2000 den ungarischen Pokal, 1995 den Europapokal der Pokalsieger, 1998 den EHF-Pokal, 1999 die EHF Champions League sowie 1999 die EHF Champions Trophy gewann. Zur Saison 2000/01 wechselte sie zum dänischen Erstligisten Ikast-Bording EH. Mit Ikast-Bording gewann sie 2001 den dänischen Pokal sowie ein Jahr später den EHF-Pokal. Siti kehrte im Jahr 2002 nach Ungarn zurück, um für den Erstligisten Cornexi-Alcoa aufzulaufen. Im Jahr 2005 gewann sie ein weiteres Mal den EHF-Pokal. In der darauffolgenden Spielzeit musste sie nach einer schweren Verletzung ihre Karriere beenden.

### In Auswahlmannschaften
Siti gab am 25. November 1994 ihr Debüt für die ungarische Nationalmannschaft in einem Länderspiel gegen Mazedonien. Mit Ungarn gewann sie die Silbermedaille bei der Weltmeisterschaft 1995, die Bronzemedaille bei den Olympischen Spielen 1996, die Bronzemedaille bei der Europameisterschaft 1998, die Silbermedaille bei den Olympischen Spielen 2000 sowie die Goldmedaille bei der Europameisterschaft 2000. Beim Triumph bei der Europameisterschaft 2000 wurde sie zusätzlich zum MVP gewählt. Am 18. November 2004 bestritt sie das Letzte ihrer insgesamt 135 Länderspiele.

### Nach ihrer Spielerkarriere
Siti war direkt nach ihrem Karriereende als Technische Direktorin bei Cornexi-Alcoa tätig. Im Jahr 2010 übernahm sie das Co-Traineramt von Alcoa. Zwischen 2011 und 2014 war Siti zusätzlich als Co-Trainerin der ungarischen Nationalmannschaft tätig. Nachdem im Februar 2012 der Trainer von Alcoa von seinen Aufgaben entbunden wurde, war sie für die Profimannschaft verantwortlich. Als der Verein nach der Saison 2011/12 in Fehérvár KC umbenannt wurde, war sie wieder als Co-Trainerin der ersten Mannschaft tätig. Ab Oktober 2015 war sie zusätzlich als Jugendtrainerin bei Fehérvár tätig. Im darauffolgenden Monat entschloss sich Siti das Co-Traineramt der ersten Mannschaft abzugeben, um sich auf die Arbeit im Jugendbereich konzentrieren zu können.
Siti ist seit 2016 bei der Nemzeti Kézilabda Akadémia (kurz NEKA), einer von Lajos Mocsai initiierte nationalen Handballakademie, als Jugendtrainerin tätig. Im Jahr 2017 kehrte sie nochmals in das Trainerteam der ungarischen Nationalmannschaft zurück.

## Sonstiges
Ihre Schwester Eszter Siti lief ebenfalls für die ungarische Handballnationalmannschaft auf.